# Sicydium buscki
Sicydium buscki är en fiskart som beskrevs av Barton Warren Evermann och Clark, 1906. Sicydium buscki ingår i släktet Sicydium och familjen smörbultsfiskar. Inga underarter finns listade i Catalogue of Life.